# Leucauge aurocincta
Leucauge aurocincta este o specie de păianjeni din genul Leucauge, familia Tetragnathidae. A fost descrisă pentru prima dată de Thorell, 1877. Conform Catalogue of Life specia Leucauge aurocincta nu are subspecii cunoscute.